# Département de Doropo
Le département de Doropo est un département de Côte d'Ivoire.